# Докшин, Илья Владимирович
Илья Владимирович Докшин (9 октября 1981, Колпино, СССР) — российский хоккеист, центральный нападающий.

## Биография
Воспитанник хоккейной школы хоккейного клуба им. Николая Дроздецкого. В 1998 году выступал за СКА-2 в переходном турнире высшей лиги и первой лиге. В сезоне 1999/2000 был в составе СКА, но, не провёл ни одного матча за команду и играл в высшей лиге за «Спартак» СПб; до сезона 2003/04 играл за СКА-2. За СКА дебютировал в сезоне 2002/03 Суперлиги — в 9 матчах забил две шайбы. За «Спартак» выступал в сезонах 2001/02, 2003/04 — 2004/05; по ходу последнего сезона перешёл в новосибирскую «Сибирь». Затем выступал за «Дмитров» (2005/06), «Ладу» Тольятти (2005/06), «Крылья советов» Москва (2006/07), «Спартак» Москва (2007/08 — 2008/09). В дебютном матче в КХЛ 9 сентября 2008 года в гостях против «Атланта» (2:3) забил гол и отдал передачу. Конец сезона провёл в ХК «Дмитров». 15 января 2009 дебютировал за «Динамо» Минск в КХЛ — в гостевом матче против «Динамо» Москва (5:1) забил гол и отдал передачу. В следующем сезоне играл в высшей лиге за «Молот-Прикамье» Пермь. Сезон 2010/11 начал в белорусской Экстралиге в составе «Металлурга» Жлобин, затем вернулся в Пермь. Играл в командах ВХЛ «Титан» (Клин) в сезоне 2011/12, «Кубань» (Краснодар) в сезоне 2012/13, «ВМФ-Карелия» (Кондопога) в сезоне 2013/14, «СКА-Карелия» (Кондопога) и ТХК (Тверь) в сезоне 2014/15.
Играл в первенстве Украины за «Донбасс» Донецк (2015/16), в чемпионате Словакии за ХК «Мартин» (2016/17), в белорусской Экстралиге за «Шахтёр» Солигорск.